# Назаров, Иван Степанович
Ива́н Степа́нович Наза́ров (20 декабря 1922 — 9 мая 1997) — советский партийный деятель, первый секретарь Зерноградского районного комитета КПСС в Ростовской области, Герой Социалистического Труда (1973).

## Биография
Родился 20 декабря 1922 года в селе Латоново Таганрогского уезда Донецкой губернии Украинской ССР (ныне Матвеево-Курганского района Ростовской области России). Русский. Окончив семь классов школы в селе Латоново, поступил в Таганрогский энергомеханический техникум.

### Война
Участник Великой Отечественной войны. Призван в РККА в июле 1941 года. С мая 1942 года проходил службу в должности начальника артиллерийского снабжения 476-го миномётного полка 4-й миномётной бригады в звании старшего техника-лейтенанта. Воевал на Брянском, Белорусском, 2-м Прибалтийском, Ленинградском фронтах. В составе войск Забайкальского фронта совершил марш через Монголию и переход через Большой Хинган, участвовал в разгроме Квантунской армии. В 1944 году был награждён медалью «За боевые заслуги», в 1945-м — орденом Красной Звезды. Демобилизован в 1946 году.

### Партийная работа
После демобилизации из армии вернулся в родное село, где вначале работал мастером Латоновского молокозавода.
В 1949 году избран председателем колхоза «Шлях социализма». Работал также заместителем директора по политчасти Мало-Кирсановской машинно-тракторной станции, секретарём Анастасиевского районного комитета ВКП(б), секретарём Таганрогского райкома партии.
С отличием окончил Ростовский педагогический институт, Ростовскую Высшую партийную школу. После окончания Высшей партийной школы при ЦК КПСС, работал секретарём Обливского райкома партии.
В 1962 году назначен на должность парторга Ростовского обкома КПСС по Зерноградскому производственному колхозно-совхозному управлению.
В 1963 году утверждён секретарём Зерноградского райкома КПСС. Во главе района И. С. Назаров проработал почти 20 лет, максимально проявив на этой должности свои деловые качества, организаторские способности, твёрдость и последовательность в достижении поставленной цели.
Большое внимание уделялось при нём проблемам эффективности использования земли, культуры земледелия. Полевые работы в эти годы проводились в оптимальные сроки, в хозяйствах внедрялись высокоэффективные сорта, в достаточном количестве вносились органические и минеральные удобрения.
Решались проблемы жилищно-бытового строительства для трудящихся района. Коренным образом изменились центральные усадьбы колхозов имени Ленина в Гуляй-Борисовке и имени Литунова в Большой Таловой, опытного хозяйства Северо-Кавказской машиноиспытательной станции в поселке Донском, а также другие населённые пункты Зерноградского района.
Указом Президиума Верховного Совета СССР от 7 декабря 1973 года за большие заслуги, достигнутые во Всесоюзном социалистическом соревновании, и проявленную трудовую доблесть в выполнении принятых обязательств по увеличению производства и продажи государству зерна и других продуктов земледелия, первому секретарю Зерноградского райкома КПСС Ивану Степановичу Назарову было присвоено звание Героя Социалистического Труда с вручением ордена Ленина и золотой медали «Серп и Молот».
Депутат Верховного Совета РСФСР 8-го созыва (1971—1975).

### Преподавательская деятельность
В 1982 году перешёл на преподавательскую работу в Азово-Черноморском институте механизации сельского хозяйства. Почти 15 лет проработал доцентом кафедры экономики и организации сельскохозяйственного производства. Кандидат экономических наук (1972).
Проживал в Зернограде. Умер 9 мая 1997 года на 75-м году жизни.

## Награды
- медаль «Серп и Молот» (1973)
- три ордена Ленина
- орден Октябрьской Революции
- орден Отечественной войны II степени (1985)
- орден Красной Звезды (1945)
- орден «Знак Почёта» (1957)
- медаль «За боевые заслуги» (1944) и другие
- Почётный житель Зерноградского района (2009)